# Lisa Klausen
Lisa Klausen (født 3. marts 1986) er en norsk håndboldspiller som spiller for Gjerpen Håndball.

## Klubber
- Skogstrand
- Tveter
- Gjerpen Håndball